# آبشار گلاسمین
آبشار گلاسمین (به انگلیسی: Glassmine Falls) آبشاری است که در کارولینای شمالی، ایالات متحده آمریکا واقع شده و ارتفاع کلی ریزشگاه آن ۸۰۰ فوت (۲۴۰ متر) (estimated) است.